# Carlos Chagas, Minas Gerais
Carlos Chagas este un oraș în unitatea federativă Minas Gerais (MG), Brazilia.